# Aciagrion approximans
Aciagrion approximans,  libelinha-violeta-indiana, é uma espécie de libelinha da família Coenagrionidae. Encontra-se no leste e sul da Índia. O território estende-se à Tailândia, China e Camboja.

## Subespécies
Fraser considerou o espécime encontrado no nordeste como Aciagrion approximans e no sul como Aciargion hisopa raça krishna. Um estudo recente revelou que a subespécie krishna encontrada no sul não é coespecífica com A. hisopa e encontrada muito próxima de A. approximans encontrada no nordeste; mas diferindo no nível de subespécies.
- Aciagrion approximans approximans (Nordeste da Índia)[2]
- Aciagrion approximans krishna (Gates Ocidentais)[6]

## Descrição e habitat
É uma libelinha pequena, esbelta com cores violeta e preta. Seu tórax é preto com listras violáceas laterais. Os segmentos 2 a 7 do abdome são pretos no dorso e violetas na metade ventral. Os segmentos 8 e 9 são violetas sem marcas. O segmento 10 é preto no dorso. A metade inferior do segmento 8 está marcada com preto em A. a. krishna. A fêmea é semelhante ao macho; mas mais pálida nas cores. Os segmentos 8 e 9 são pretos e o 10 é azul no dorso.
Reproduz em lagoas, lagos ou em riachos lentos.